# Kaplica Matki Boskiej Bolesnej w Mqabbie
Kaplica Matki Boskiej Bolesnej (malt. Kappella tal-Madonna tad-Duluri, również Kappella ta’ Marija Addolorata, ang. Our Lady of Sorrows Chapel) – rzymskokatolicka kaplica przy Triq tad-Duluri w Mqabbie na Malcie. Wchodzi w skład parafii w Mqabbie. 

## Historia
Kaplica jest bardzo stara, pierwsza powstała w XV lub XVI wieku. Początkowo była poświęcona Wniebowzięciu Matki Bożej pod nazwą Santa Marija tal-Faqqanija.
W latach 1592–1593 na cmentarzu znajdującym się przed kaplicą pochowano dużą liczbę zmarłych w wyniku epidemii dżumy. Dziś cmentarza tego nie widać, gdyż teren pokryto płytkami, a później posadzono drzewa.
W raportach z wizytacji biskupich można znaleźć garść informacji na temat kaplicy. 7 grudnia 1600 biskup Tomás Gargallo nakazał naprawić mur cmentarza znajdującego się przed kaplicą. W 1615 biskup Baldassare Cagliares ponownie nakazał to zrobić w przeciągu sześciu miesięcy, w przeciwnym razie świątynia zostanie zamknięta.
W 1680 kaplica została przez księży Rokku Agiusa i Frangiska Agiusa powiększona, po tym, jak w maju 1679 biskup Miguel Jerónimo de Molina podczas swojej wizyty zauważył, że stała się za mała na potrzeby tamtejszej ludności.
Jednak jakiś czas później kościół został porzucony. Około 150 lat później, w 1814 biskup Ferdinando Mattei przekazał patronat nad świątynią i otaczającym ją terenem swojemu doradcy Giovanniemu Schembri. Ten ostatni odrestaurował kaplicę, zbudował kryptę oraz, co najważniejsze, zmienił wezwanie kaplicy na Matki Boskiej Bolesnej. Dodał również plac przed kaplicą (zuntier) i otoczył go murem, a także dobudował małą dzwonnicę bell-cot. Kaplica otrzymała obraz tytularny wykonany przez Antonio Grecha zwanego Naici, a także stacje Via Sagra. 
Około połowy XIX wieku poprzez małżeństwo kaplica przeszła w ręce rodziny Pullicino. Jej członkowie przekazali liczne dary do świątyni, m.in. lampę wykonaną w Paryżu, srebrną monstrancję i dywan. Później stary dzwon został zastąpiony nowym.
Podczas II wojny światowej dzwonnica kaplicy została zburzona, ale po wojnie ją odbudowano. Zaginęła także część szat sakralnych, przeniesionych do kościoła parafialnego, który uległ zniszczeniu.
 
W czasie wojny kaplica służyła jako szkoła podstawowa.
Po wojnie, głównie dzięki inicjatywom członków Legionu Maryi kaplica została znacznie upiększona. W 1950 wykonana została przez Marco Montebello figura Maryi i umieszczona w pustej dotąd niszy na fasadzie. W 1977 lokalny artysta Rosario Zammit wykonał obrazy na suficie. Przedstawiają one Siedem boleści Matki Bożej.

Wykonano nową nawierzchnię w kaplicy, odrestaurowano obraz tytularny z rzeźbioną ramą i złoceniami. Zwiększono także liczbę miejsc siedzących w kaplicy oraz zainstalowano nowy system wymiany powietrza. Wprowadzono także pewne zmiany konstrukcyjne, powiększając tylne okna, aby zapewnić świątyni więcej światła.  

## Architektura

### Wygląd zewnętrzny
Fasada kaplicy jest prosta, a jedyną ozdobą, jaką posiada, jest kamienna statua Matki Boskiej umieszczona w prostej, łukowato zwieńczonej niszy. Fasada jest podwyższona za pomocą dwóch niskich stopni prowadzących do głównego i jedynego wejścia do kaplicy. Dach kaplicy jest skośny i ozdobiony dwiema kulami ustawionymi na niewielkich kwadratowych cokołach, które zdobią końce dachu. Na szczycie fasady dzwonnica typu bell-cot. Przed kościołem jest niewielki placyk (zuntier) otoczony murkiem. 

### Wnętrze kaplicy
Wnętrze kaplicy przykrywa sklepienie kolebkowe wsparte na łukach. W kaplicy jest jeden kamienny ołtarz z marmurowym tabernakulum. Nad ołtarzem obraz tytularny Matka Boska Bolesna w złoconej ramie, na ścianach stacje Via Sagra. Wewnątrz kaplicy znajduje się również figura Madonny oraz statua procesyjna id-Duluri, którą w 1977 wykonał lokalny artysta Glormu Dingli. 

## Kaplica dziś
Współcześnie kaplica jest w bardzo dobrym stanie i jest codziennie otwarta. Jest jedyną kaplicą w Mqabbie, która pomimo swojego starożytnego pochodzenia nadal cieszy się dużym oddaniem wśród mieszkańców. Właśnie z tego powodu w Roku Eucharystycznym (2004/2005) przekształcono ją w kaplicę adoracji, w której przez cały tydzień wystawiany jest Najświętszy Sakrament.
Liturgiczne święto Matki Boskiej Bolesnej przypadające na 15 września jest obchodzone poprzez mszę świętą odprawioną na placu przed świątynią.

## Ochrona dziedzictwa kulturowego
Od 27 września 2013 kaplica jest umieszczona w National Inventory of the Cultural Property of the Maltese Islands pod numerem 1841.